# Зубная нить
Зубная нить (флосс) — специальная нить для очистки пространства между зубами от налёта и кусочков пищи.
Так как использование зубной щётки позволяет очистить лишь три из пяти поверхностей зуба человека, оставшиеся две поверхности нуждаются в особом уходе. Для этого используется флосс. Он позволяет убрать зубной налёт и кусочки пищи из межзубных промежутков, чтобы не допустить появления кариеса. При этом использование нити для лечения или профилактики гингивита считается нецелесообразным. На сегодняшний день зубная нить — основное средство для очищения межзубных промежутков (апроксимальных поверхностей) зубов. Использовать её желательно после каждого приёма пищи или как минимум во время вечерней чистки зубов.
Согласно некоторым исследованиям, при неправильной чистке нитью есть опасность повредить зубы, дёсны или пломбы, а также искусственные стоматологические конструкции.

## Противопоказания к использованию флосса
- Детский возраст (до 7 лет)[4].
- Заболевания дёсен[5] (пародонтоз, пародонтит, гингивит).
- Коронки либо мосты. В то же время ортодонтические микропротезы позволяют использовать так называемый суперфлосс[6].

## Материалы и виды
Изготавливают зубные нити из натурального шёлка или искусственных волокон (ацетата, нейлона, капрона).
Зубная нить бывает следующих видов:
- вощёная — пропитана воском, за счёт чего легче проникает в узкие промежутки
- невощёная — лучше очищает

По поперечному сечению зубную нить классифицируют:
- круглая — для широких промежутков
- плоская — для узких промежутков
- объёмная — увеличивается в диаметре (набухает) при соприкосновении с влагой (слюной)
- ленточной формы — для широких промежутков (диастем и трема)

Также зубные нити различаются по составу нити
- Пропитанные. Это нити, которые пропитаны специальными соединениями. В качестве таких соединений могут выступать:
  - Ароматизаторы — для свежести дыхания.
  - Антисептики — для уничтожения бактерий.
  - Фторосодержащие ингридиенты — для укрепления тканей зубов и препятствования развитию кариеса.
  - Экстракт красного перца (капсаицин) — для улучшения кровообращения в дёснах.
- Непропитанные. Дополнительные химические соединения в составе волокна не используются.

Чаще всего зубную нить выпускают в маленьких рулонах с встроенным резаком в виде выступающего язычка (наподобие иголки на цельнометаллической кнопке, но под острым углом и с закруглённым концом).

## Методика применения
Нить длиной 20—30 см накручивают на средние пальцы рук и натягивают большим пальцем правой и указательным левой. В натянутом состоянии нить вводят в межзубной промежуток, осторожно опускают до контакта с десной (не повреждая десну), прижимают к контактной поверхности зуба и в таком положении производят 6—7 движений в переднезаднем направлении к режущему краю. Нить продвигают умеренно, чтобы не травмировать десну. Таким образом проходят все зубы. При заболеваниях дёсен врач может рекомендовать чистить межзубные промежутки специальным ёршиком.